# Pirokumulus
Pirokumulus (latinsko starogrško πυρ: pŷr oz. pyrós - ogenj + cumulus - kup) je gosti oblak kumulusne oblike, povezan s požarom ali izbruhom ognjenika. Pogosto se pojavlja sočasno z ognjenim viharjem, vendar lahko pojava nastaneta neodvisno eden od drugega.
Prisotni so predvsem na območjih z visoko stopnjo ogroženosti s požari, kot so Kalifornija, Azurna obala in jugovzhod Avstralije.

## Nastanek
Pirokumulus nastane zaradi intenzivnega segrevanja zraka nad kopnim, kar povzroči konvekcijo vročega zraka oz. termiko. Zračna masa se dviguje do višine, kjer postane stabilna, pogosto v prisotnosti vlage. Okoljna vlaga (tj. vlaga, že prisotna v zraku pred ekstremnim pojavom) in vlaga, nastala zaradi zgorelega rastlinja oz. zaradi izbruha ognjenika se dobro kondenzirata zaradi prisotnosti delcev pepela v zraku. Nastanek oblaka lahko povzročijo gozdni požari, izbruhi ognjenikov, občasno pa dejavnost industrije. Tudi eksplozija jedrskega orožja povzroči konvekcijo, pri kateri nastane t. i. gobasti oblak. Prisotnost vetrnega stržena na nizkih višinah lahko ojačajo njegov nastanek. 
V pirokumulusih so sicer prisotni močni turbulentni tokovi, kar se odraža v močnih sunkih pri površini, kar lahko dodatno prispeva k širitvi požara. Veliki pirokumulusi, povezani z izbruhom ognjenika, lahko povzročijo nastanek strel. Proces ni popolnoma razjasnjen, vendar naj bi bil povezan z polarizacijo naboja zaradi močne turbulence ter s samimi lastnostmi delcev pepela oz. prahu v oblaku, poleg tega pa je temperatura v oblaku močno pod lediščem, zato naj bi k pojavu prispevale tudi elektrostatične lastnosti ledenih kristalov. Pirokumulus s strelami je pravzaprav podtip kumulonimbusa, nevihtnih oblakov, in mu v tem primeru pravimo tudi pirokumulonimbus.

## Izgled
Pirokumulus je pogosto sivo do rjave barve zaradi pepela in dima. Nemalokrat se lahko zelo razširi oz. poveča zaradi povečanega nastanka kondenzacijskih jeder v prisotnosti različnih delcev, posledica tega pa je lahko nastanek nove nevihte, katere strele lahko zanetijo nove požare.

## Učinki na gozdne požare
V odnosu do požara lahko pirokumulus zavira ali pa spodbuja oz. ojača širjenje požara. Včasih se vlaga v zraku kondenzira in nato pade na območje požara kot dež, s čimer ga lahko pogasi. V primeru, da se pirokumulus močno poveča, nastane pirokumulonimbus, podtip kumulonimbusa, ki lahko zaradi strel povzroči nastanek novih požarov.